# Eurytoma fusca
Eurytoma fusca är en stekelart som beskrevs av Bugbee 1967. Eurytoma fusca ingår i släktet Eurytoma och familjen kragglanssteklar. Inga underarter finns listade i Catalogue of Life.